# گوشی‌دندانان
گوشی‌دندانان (نام علمی: Otodontidae) نام یک تیره از راسته کوسه‌سانان است.